# Paulo Nogueira Filho
Paulo Nogueira Filho (São Paulo, 16 de novembro de 1898 — São Paulo, 29 de outubro de 1969) foi um advogado, político, escritor e fazendeiro brasileiro.

## Biografia
Paulo Nogueira Filho nasceu no dia 16 de novembro de 1898, na cidade de São Paulo. Filho de Esther Nogueira, que deu nome à Usina Ester, fundada 2 de março 1898, e de Paulo de Almeida Nogueira, também fazendeiro e político, deputado federal em várias legislaturas. Neto de José Paulino Nogueira, republicano histórico. Casou-se com Regina Coutinho (Nogueira), neta do ex-presidente da República, Campos Salles.
Em 1919, concluiu a sua graduação na Faculdade de Direito de São Paulo, onde fundou e dirigiu a primeira escola noturna mantida por estudantes universitários na cidade, a Escola Álvares de Azevedo, considerada por Pedro Lessa como "a mais preciosa joia da Liga Nacionalista". Ainda como estudante participou ativamente da campanha de Rui Barbosa à presidência da República e de Pereira Barreto ao Senado.
Foi secretário-geral do Partido Democrático (PD), no qual organizou em 1925 as primeiras eleições internas por voto secreto, prática hoje generalizada em todas as agremiações políticas. Em 14 de julho de 1927, ao mesmo tempo que o partido enviava oradores para percorrer em 48 horas todos os municípios de São Paulo, Paulo Nogueira lançava com companheiro do partido o Diário Nacional, que dirigiu por longo período.
Em 1928, participou do Congresso Libertador na cidade de Bagé, no Rio Grande do Sul. Em Serro Formoso, por iniciativa de Assis Brasil, participou da primeira reunião de revolucionários na preparação do movimento que, afinal, veio a eclodir em 1930. De lá seguiu para Buenos Aires, com Assis Brasil, João Alberto e Luis Carlos Prestes.
Em 1929, retornou ao Brasil e aderiu a uma oposição articulada ao governo, encabeçada na então Aliança Liberal, que consistia em uma coligação nacional. No ano seguinte, essa coligação lançou Getúlio Vargas na disputa para a presidência do Brasil, enfrentando o candidato da situação, Júlio Prestes, do Partido Republicano Paulista (PRP). No diretório central do Partido Democrático, esteve engajado na campanha na incumbência de reestruturar o periódico do partido. Nessa época, também retomou as relações com os “tenentes” que já se articulavam em São Paulo liderados por Antônio de Siqueira Campos que já planejavam um golpe de estado em caso de derrota de seu candidato nas eleições de março daquele ano. Nessa época, também organizava as visitas de campanha de Getúlio Vargas em São Paulo.
Com a vitória de Júlio Prestes nas eleições de março de 1930, as conspirações para o golpe de estado foram acentuados. Porém, em maio de 1930, Antônio de Siqueira Campos morreu em um acidente aéreo, o que resultou em mudanças na liderança da conspiração em São Paulo, com Ricardo Holl sendo designado a assumir a chefia da conspiração em São Paulo e, nessa ocasião, Paulo Nogueira Filho foi designado para assumir a região de Campinas. As principais bases dos revolucionários estavam localizadas no Rio Grande do Sul, Minas Gerais e Paraíba, que teriam a incumbência de iniciar o levante. Na qualidade de representante do PD, Paulo Nogueira Filho e Aureliano Leite foram representantes das colunas gaúcha e mineira, respectivamente.
A deflagração do levante ocorreu em 3 de outubro de 1930, e obteve êxito fulminante na região sul e norte do país. Para a consolidação do golpe de estado, os revolucionários iniciaram marcha em direção a capital federal, então sediada no Rio de Janeiro. No início dessa marcha, Nogueira Filho, representando os interesses do PD, acertou com o líder dos revolucionários então liderados por Getúlio Vargas sobre a situação em São Paulo, combinando a designação de Francisco Morato (PD) para assumir a interventoria do governo de São Paulo após a consolidação do golpe de estado. Embora inicialmente tenha ocorrido resistência das guarnições militares e da Força Pública em São Paulo e do Rio de Janeiro, a alta hierarquia militar da capital federal decidiu aderir aos rebeldes e depor o presidente Washington Luís, o que ocorreu no dia 24 de outubro de 1930.Na sequência, foi empossando uma junta militar que articulou o fim da resistência aos rebeldes em todos os estados. Com isso, a São Paulo e Rio de Janeiro abriu passagem para as tropas revolucionárias em direção a capital federal. Finalmente, em 3 de novembro de 1930, a junta militar empossou Getúlio Vargas para assumir o Governo Provisório do país.
O Partido Democrático tinha a expectativa da nomeação de Francisco Morato para a interventoria paulista, mas foram frustrados com a nomeação para o cargo do “tenente” João Alberto. A partir dai, começou a se distanciar de Getúlio Vargas e das demais lideranças dos revolucionários. Durante a interventoria de João Alberto, Nogueira Filho assumiu o cargo de subchefe de polícia, assumindo a chefia interina várias vezes. Em uma ocasião, o interventor João Alberto o ordenou a autorizar a instalação do Partido Comunista Brasileiro na capital paulista e proteger a sua atuação. Nessa época, chegou a ser convidado para participar da direção da Legião Revolucionária (renomeada "Partido Popular Paulista" em 1931), que era uma organização político-militar criada em 12 de novembro de 1930 por Miguel Costa e João Alberto, e servia de sustentáculo local da ditadura de Getúlio Vargas e para garantir os interesses da ala "tenenista" do movimento revolucionário. Porém, declinou o convite devido a sua oposição a interventoria de João Alberto.
Em 1931, assumiu um posto no governo provisório para estruturar a Comissão Central de Compras do governo. Contudo, a insatisfação do Partido Democrático com o Governo Provisório aumentava cada vez mais, levando o PD a divulgar naquele ano um manifesto rompendo com João Alberto, que no texto era acusado de manter no governo apadrinhados políticos e elementos inconvenientes à tranqüilidade geral do estado. Paulo Nogueira Filho foi um dos signatário desse manifesto. Nesse ano, o PD rompeu com o Governo Provisório e demais lideranças da Revolução de 1930. E Paulo Nogueira Filho participou da articulação da Frente Única Paulista (FUP): uma associação do PD com o PRP que foi lançada oficialmente em fevereiro de 1932. Essa união dos dois partidos contra o Governo Provisório resultou em um programa a reconstitucionalização do país, além da autonomia de São Paulo. Dado a frustração das negociações junto ao Governo Provisório para a definição da Assembleia Nacional Constituinte, a FUP e outras lideranças em São Paulo e pelo país, passou a considerar a hipótese de levante armado. O plano do levante armado foi acentuado em maio de 1932,  durante sinalizações hostis do Governo Provisório contra as lideranças paulistas, como, por exemplo, a presença de Osvaldo Aranha, então Ministro da Fazenda, em São Paulo no dia 23 de maio, com o intuito de pressionar o Governador Pedro de Toledo dissolver o seu secretariado.
Naquela ocasião, Paulo Nogueira Filho promoveu a formação da Guarda Paulista, que dias depois se transformaria em MMDC, tendo sido um dos primeiros diretores da organização clandestina que foi uma das responsáveis pela articulação do levante armado contra a ditadura de Getúlio Vargas. Na sequência, foi substituído por Aureliano Leite na direção. Nessa qualidade, atuou próximo da chefia do movimento. Porém, na véspera do levante, tentou junto com João Neves da Fontoura um último encontro com representantes do Governo Provisório para evitar a luta armada, porém, sem sucesso.
O levante foi deflagrado em 9 de julho de 1932 e veio a ser denominado Revolução Constitucionalista. Naquela ocasião, Nogueira Filho se encontrava na cidade do Rio de Janeiro. Para evitar sua prisão, embarcou clandestinamente junto em uma embarcação em direção a São Paulo. Contudo, com a derrota militar do Exército Constitucionalista que resultou na rendição perante o Exército Federal no dia 2 de outubro de 1932, Paulo Nogueira Filho partiu para o exílio junto a outros líderes do movimento. Porém, no final de 1933 retornou ao Brasil e se candidatou a um cargo de deputado federal para a constituinte que seria realizada no ano seguinte. Em outubro de 1934, foi eleito deputado federal por São Paulo na legenda do Partido Constitucionalista e apoiou Armando de Sales Oliveira ao Governo de São Paulo.
Em 1935, manifestou-se favorável ao fechamento da Aliança Nacional Libertadora (ANL) e contra os movimentos políticos comunistas.
Em 1937, com o golpe de estado liderado por Getúlio Vargas, que resultou no regime ditatorial conhecido como Estado Novo. Contrário a esse regime, Paulo Nogueira Filho foi preso e deportado junto com Armando de Sales Oliveira e outros líderes políticos, mas mesmo no exílio fazia oposição ao regime.
Com o fim do Estado Novo, em 29 de outubro de 1945, ganhou a garantia pelo Supremo Tribunal Federal (STF) para que pudessem retornar ao país. Novamente no Brasil, ingressou na União Democrática Nacional (UDN), assumindo a Secretaria Nacional do partido. No final daquele ano se lançou candidato a deputado pelo partido para a Assembléia Constituinte de 1946, e obteve a maior votação entre os candidatos do partido por São Paulo.
Na Assembléia Nacional Constituinte de 1946, Nogueira Filho teve notável atuação, ocasião em que apresentou junto com Jurandir de Castro Pires Ferreira um total de 155 emendas ao projeto da nova Constituição Brasileira. Foi nesse período em que também lançou publicações sobre suas experiências na Assembléia Constituinte.
Em 1948, insatisfeito com os rumos políticos da UDN migrou para o Partido Social Progressista (PSP) e assumiu a secretaria geral do partido. Com as Eleições Presidenciais de 1950, o partido se aliou ao Partido Trabalhista Brasileiro (PTB), que lançou a candidatura de Getúlio Vargas, tendo sido eleito por ampla maioria de votos. Então aliado de Getúlio Vargas, em 1951 tirou licença da Câmara dos Deputados e foi nomeado para o conselheiro político da delegação brasileira na IV Conferência de Consulta dos Chanceleres Americanos, realizada em Washington D.C., nos EUA, comissão liderada por João Neves da Fontoura. Naquele ano também foi representante do Brasil na delegação do Instituto de Organização Racional do Trabalho (IDORT) durante a Conferência da Organização Internacional do Trabalho, ocorrida em Bruxelas.
Em 1954, no governo de João Café Filho, foi diretor no Serviço de Assistência ao Menor (SAM). No ano seguinte, se retira da vida pública. Porém, chegou a apoiar o Golpe Militar de 1964, que derrubou o presidente João Goulart em março daquele ano.
Em setembro de 1968, tomou posse na Academia Paulista de Letras. Contudo, faleceu no ano seguinte na cidade de São Paulo.

## Obras
Paulo Nogueira Filho publicou diversas obras sobre história e política, bem como discursos e conferências, a exemplo das publicações relativas a sua atuação na Assembléia Constituinte, como Emendas ao projeto de Constituição (1946); Discursos sobre a organização do estado (1946); Em defesa das instituições, Fundamentos do regime representativo (1947); e Em defesa da autonomia de São Paulo (1947). Também sobre suas experiências nas representações do governo brasileiro no exterior na década de 1950 durante o governo Vargas.
Algumas de suas principais obras são: A guerra cívica de 1932 - Volume I a IV (1965-1967); Regime de liberdade social (1951); Sangue, corrupção e vergonha (1956); Conjugação das opressões capitalista e comunista (1965); Autogestão (1969); e O Partido Democrático e a Revolução de 1930 - Volume I e II (1965). Chegou a reunir escritos para organização de um livro descrevendo a sua biografia política e suas experiências ao longo da carreira, a ser publicado em uma série de volumes. Porém, a seqüência ficou incompleta por conta de seu falecimento.

## Homenagens
Em sua homenagem foi inaugurada EMEF Paulo Nogueira Filho, localizada na Vila Baruel no Bairro de Casa Verde em São Paulo-SP. Na capital paulista, há também a Rua Dr. Paulo Nogueira Filho, no bairro do Butantã, também em sua memória.